# Adriaen Collaert
Pour les articles homonymes, voir Collaert.

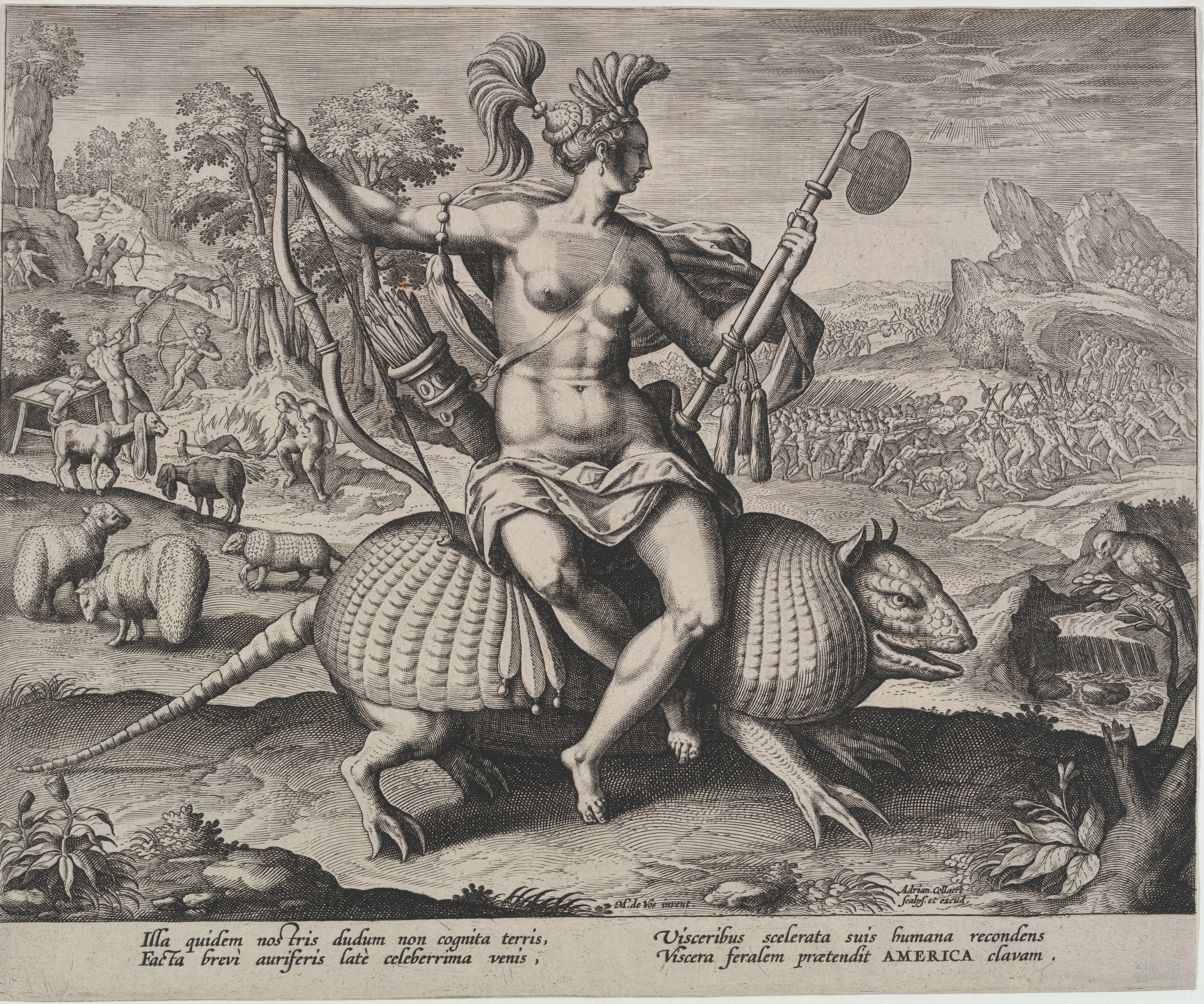
America, de la série Les quatre continents, d'après Maarten de Vos

Adriaen Collaert, né vers 1560 à Anvers où il est mort le 29 juin 1618, est un dessinateur, graveur, illustrateur et éditeur flamand de la Renaissance.

## Biographie
Né à Anvers vers 1560, Adriaen Collaert est le fils de Hans Collaert et le frère de Jan Collaert. Il épouse en 1586 Justa Galle, la fille du graveur et éditeur Philippe Galle. 
Son activité se déroule à Anvers entre 1580 et 1618. Il devient franc-maître de la guilde de Saint-Luc en 1580. Ses premiers travaux représentent Les Sept Planètes d'après Maarten de Vos. Il travaille ensuite pour Philippe Galle et tente de devenir autonome vers 1587-1588. En 1589, il travaille pour Plantin-Moretus et prend alors des élèves dès 1593. Parmi eux, il y a Jean Bol, Adriaen Boon, son frère Jan Collaert et Abraham van Merlen.  
Adriaen Collaert dessine et grave des scènes de tradition chrétienne et de dévotion. Les deux frères Collaert associent leurs ateliers à celui de Philippe Galle et leur production commune ne permet pas toujours de bien les distinguer.
Adriaen signe en général ses travaux Adrian. Collaert Sculp. ou Adr. Collart. excud. et peut-être par un monogramme AC que F. Brulliot déclare douteux.
En 1597, il est élu doyen de la guilde de Saint-Luc d’Anvers. 
Il est mort le 29 juin 1618 à Anvers.

## Œuvre gravé
Jérôme Nadal réalise en 1593 un recueil de 153 estampes intitulé Evangelicae Historiae Imagines qui sont gravées par plusieurs graveurs flamands dont onze sont signées par Adriaen Collaert.
Une thèse soutenue en 2006 par Sarah S. Eftekharian-Laporte met en évidence le Rayonnement International des Gravures Flamandes aux XVIe et XVIIe siècles en décrivant les Peintures Murales des Églises Sainte-Bethléem et Saint-Sauveur à la Nouvelle-Djoulfa (Ispahan). De nombreuses estampes de Adriaen Collaert servent de modèle pour les peintures murales de ces églises arméniennes en Iran :

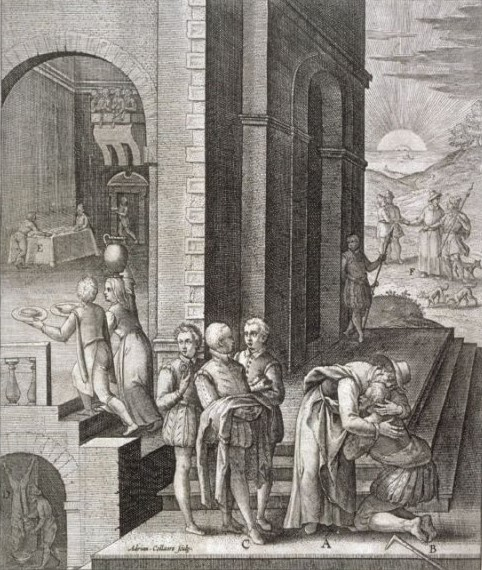
Le fils prodigue paru dans Evangelicae Historiae Imagines.

- Le Christ et les Disciples dans la tempête, (p. 105)[5]
- Le Retour du Fils Prodigue et La Distribution des Pains, (p. 113)[5],[6]
- La Transfiguration, (p. 172)[5]
- La Cène, (p. 176)[5]
- La Descente de la Croix, (p. 180)[5]

### Gravures d'après ses propres dessins
- Un homme et sa femme, menée par la mort, 1562
- Un homme en armure, à qui une femme apporte un enfant, un chien et un coq,
- La vie de Jésus-Christ, recueil de trente-six plaques, Philadelphia Museum of Art[7]
- Trente plaques d'oiseaux, 1580, Harvard Art Museums[8]
- Cent vingt-cinq plaques de poissons[9]
- Vingt-quatre plaques, intitulées Florilegium ab Hadriano Collaert caelatum[10]
- La Tentation de Saint Antoine
- Sainte Apolline, Harvard Art Museums[11]

### Gravures d'après différents maîtres

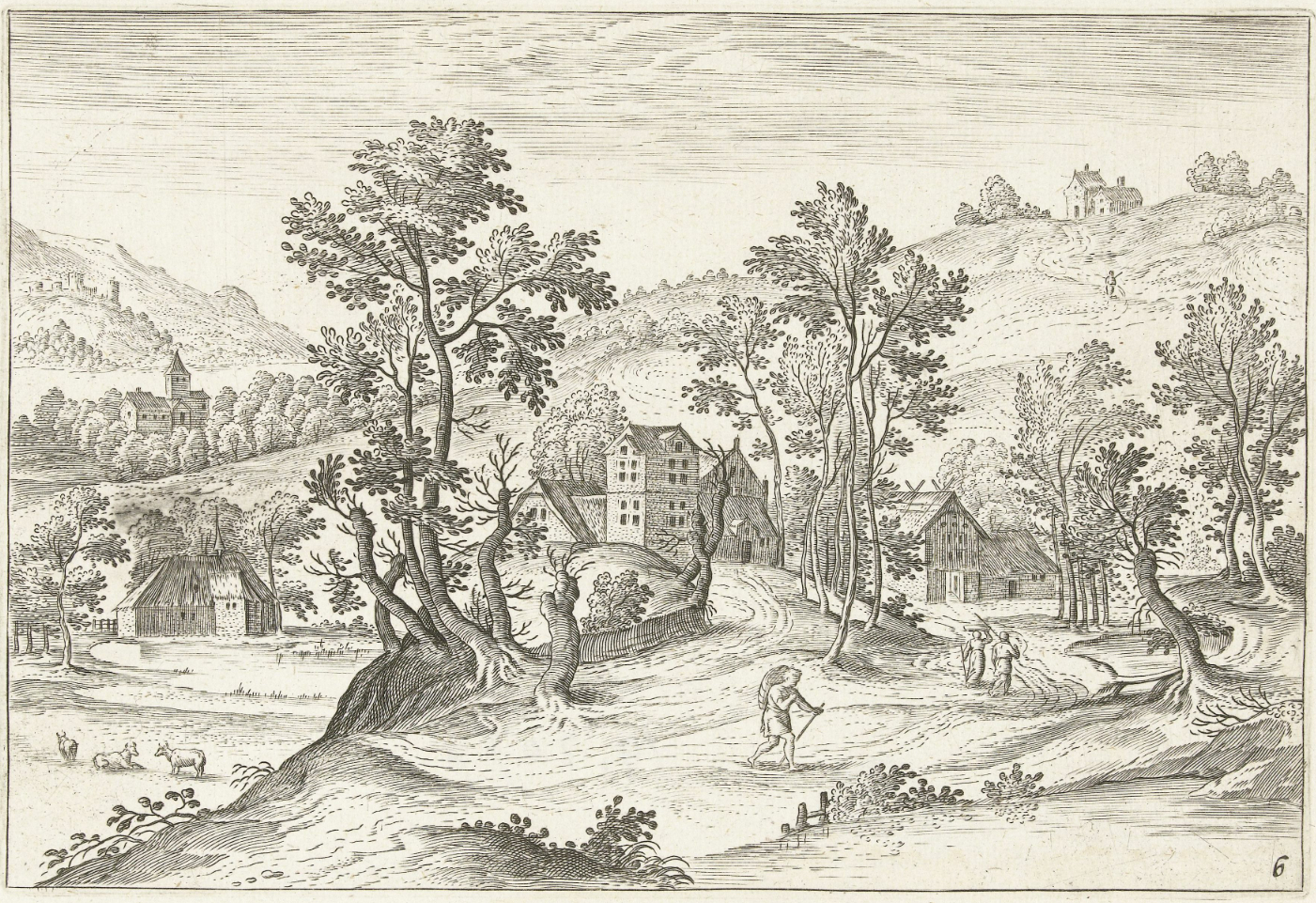
Environs d'Anvers d'après Jacob Grimmer

- Allégorie du voyage d'Amerigo Vespucci vers les Amériques[12], d'apès Jan Van des Straet, 1589, musée du Nouveau Monde, La Rochelle.
- La Vie de Sainte Mère Thérèse d'Avila, avec Cornelis Galle, album de vingt-cinq planches gravées au burin dont treize d'Adriaen Collaert, réédité en 1630 par Jan Galle[13]
- La vie de Sainte Claire d'Assise, trente deux scènes dessinées par Adam van Noort, 1615
- La Vie de Saint Ignace de Loloya, 1610[14]
- Les Pères de l’Église, d’après Dirck Barendsz
- Paysages autour d’Anvers, d’après Jacob Grimmer[15]
- Les quatre parties du jour, d’après Maarten de Vos, 1585[16]
- Les quatre parties du monde, d’après Maarten de Vos[17]
- Jules César, d'après Maarten de Vos, 1575-1618, British Museum[18]
- Saint George, gravure A. Collaert d'après Jan van der Straet (Stradanus), édité par Philippe Galle[19]
- Série Septem Planetae, Adrien Collaert, d'après Maarten de Vos, burin, 1581, Musée Wittert, Liège, inv. 44838 - 44845[20]
- etc